# Ecologisch Reservaat Cape St. Mary's
Het Ecologisch Reservaat Cape St. Mary's is een natuurreservaat ter bescherming van zeevogels in Newfoundland en Labrador, de oostelijkste provincie van Canada. Het ecologisch reservaat bevindt zich rondom de gelijknamige kaap in het zuidoosten van het eiland Newfoundland. Het beschermde gebied heeft een totale oppervlakte van 64 km², waarvan zich 10 km² op het vasteland bevindt en de rest zich uitstrekt over het omliggende zeewater.
Zeevogels broeden op de steile rotsen aan de kust van het reservaat, met Bird Rock als belangrijkste site. Zodoende zitten ze vlak bij het visrijke water en tegelijk beschermd tegen roofdieren. Bezoekers kunnen tot op amper 10 m van de broedende vogels komen, waardoor Cape St. Mary's een van de meest toegankelijke zeevogelkolonies van de wereld is.
Het ecologisch reservaat is een van de belangrijkste broedkolonies in de provincie. Vele tienduizenden zeevogels bouwen er jaarlijks hun nest, met jan-van-genten, zeekoeten en alken als meest voorkomende soorten. De wateren rondom het reservaat hebben daarenboven ook een groot belang als overwinteringsplaats van verschillende andere soorten, voornamelijk eenden.
Cape St. Mary's is gelegen in de dunbevolkte regio Cape Shore, op een rijafstand van zo'n twee uur van de provinciehoofdstad St. John's. Behalve een netwerk aan wandelpaden huisvest het ook een interpretatiecentrum met bijhorende souvenirwinkel evenals een 19e-eeuwse vuurtoren.

## Vogels

### Jan-van-genten
Het Ecologisch Reservaat Cape St. Mary's is vooral bekend vanwege de ongeveer 30.000 jan-van-genten die er iedere lente en vroege zomer komen broeden. Het is daarmee de op drie na grootste jan-van-gentenkolonie in Noord-Amerika en tegelijk de zuidelijkste ter wereld.
De jan-van-genten broeden vooral op Bird Rock, terwijl de omliggende kliffen vooral gebruikt worden door alle andere soorten. Bird Rock is een enorme, 100 m hoge brandingspilaar die door een diepe spleet van slechts een paar meter breed van de kustkliffen gescheiden wordt. Hierdoor kunnen bezoekers tot op uitzonderlijk kleine afstand komen.

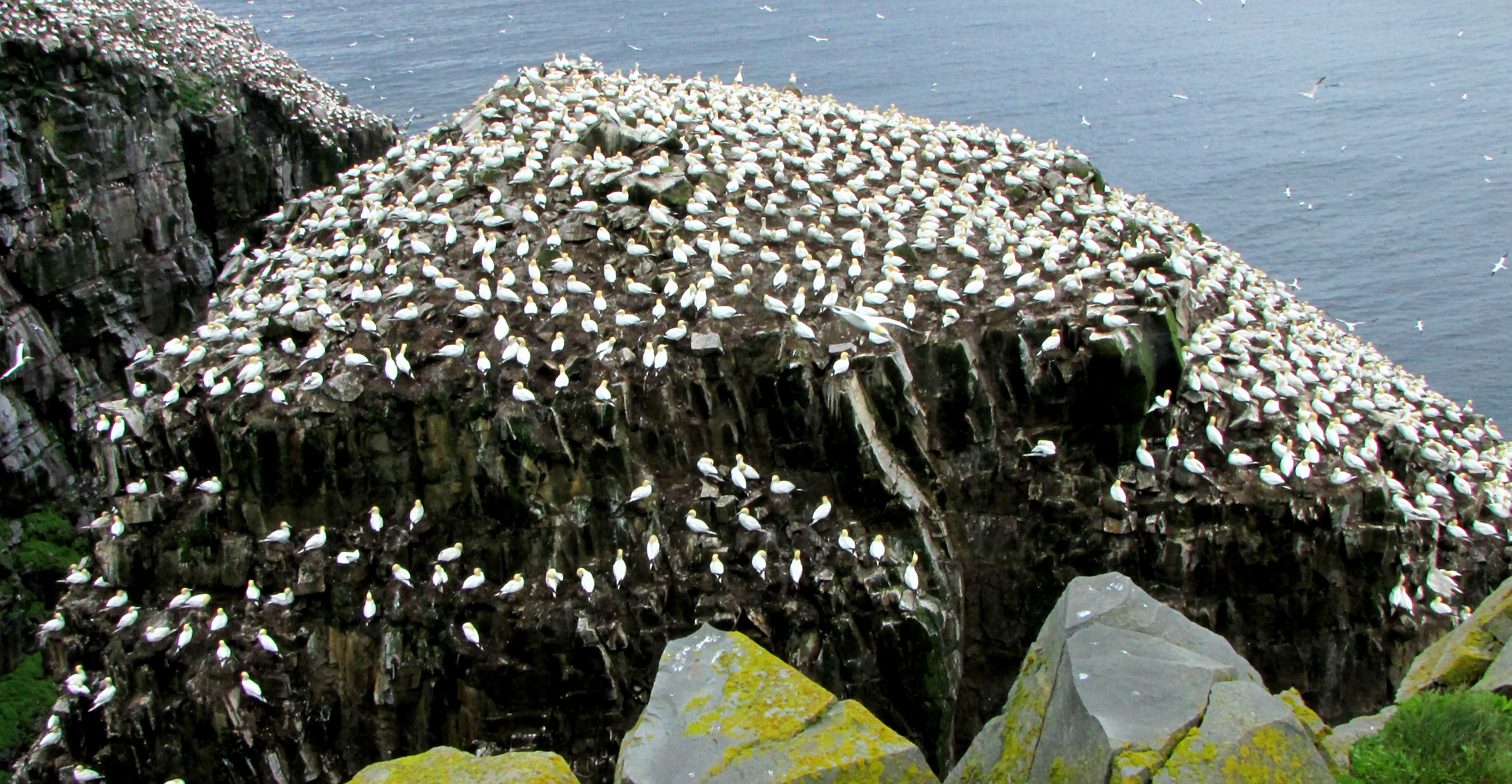
Jan-van-genten bovenop Bird Rock, gezien vanop de kijkplaats voor bezoekers
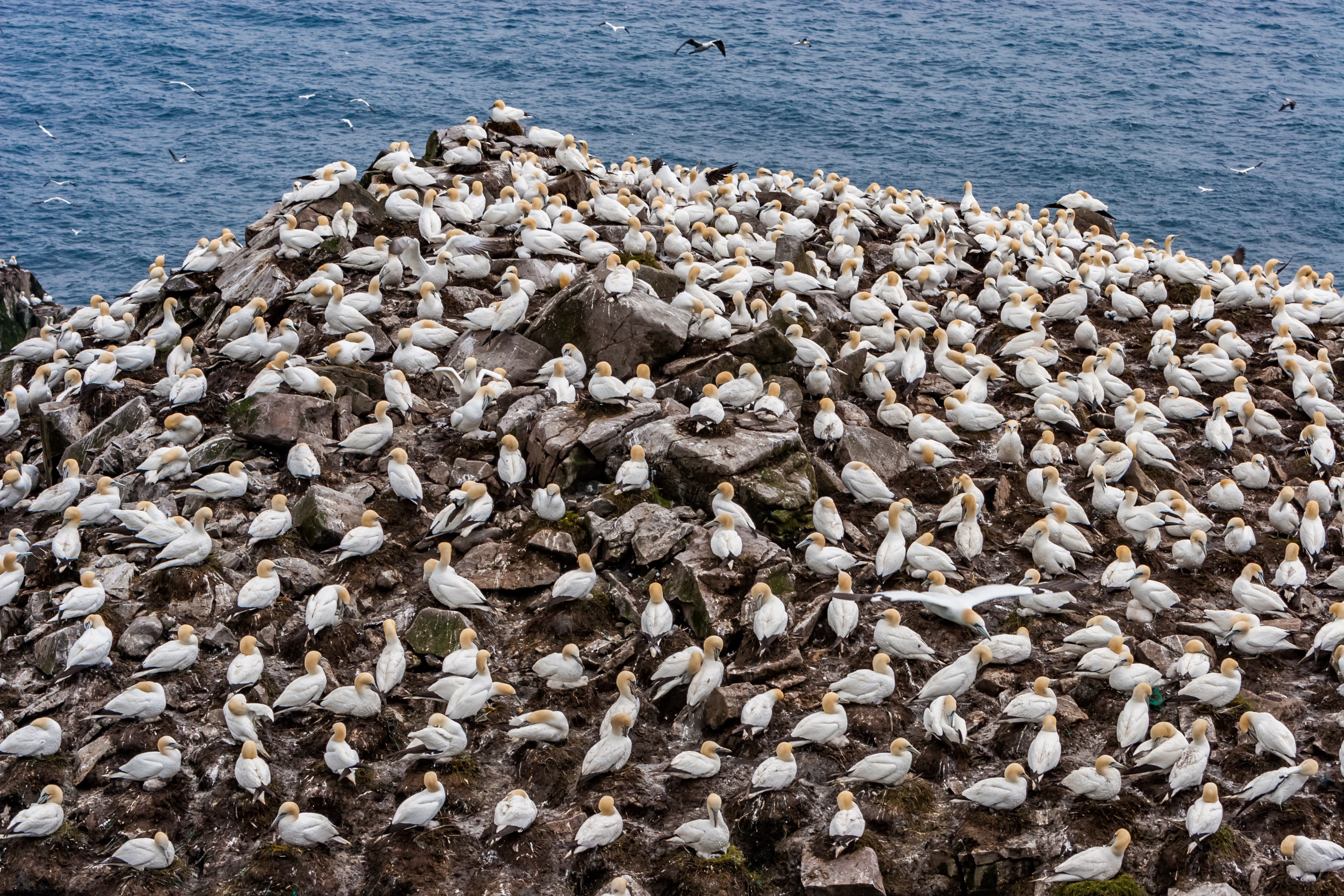
Bovenkant van Bird Rock
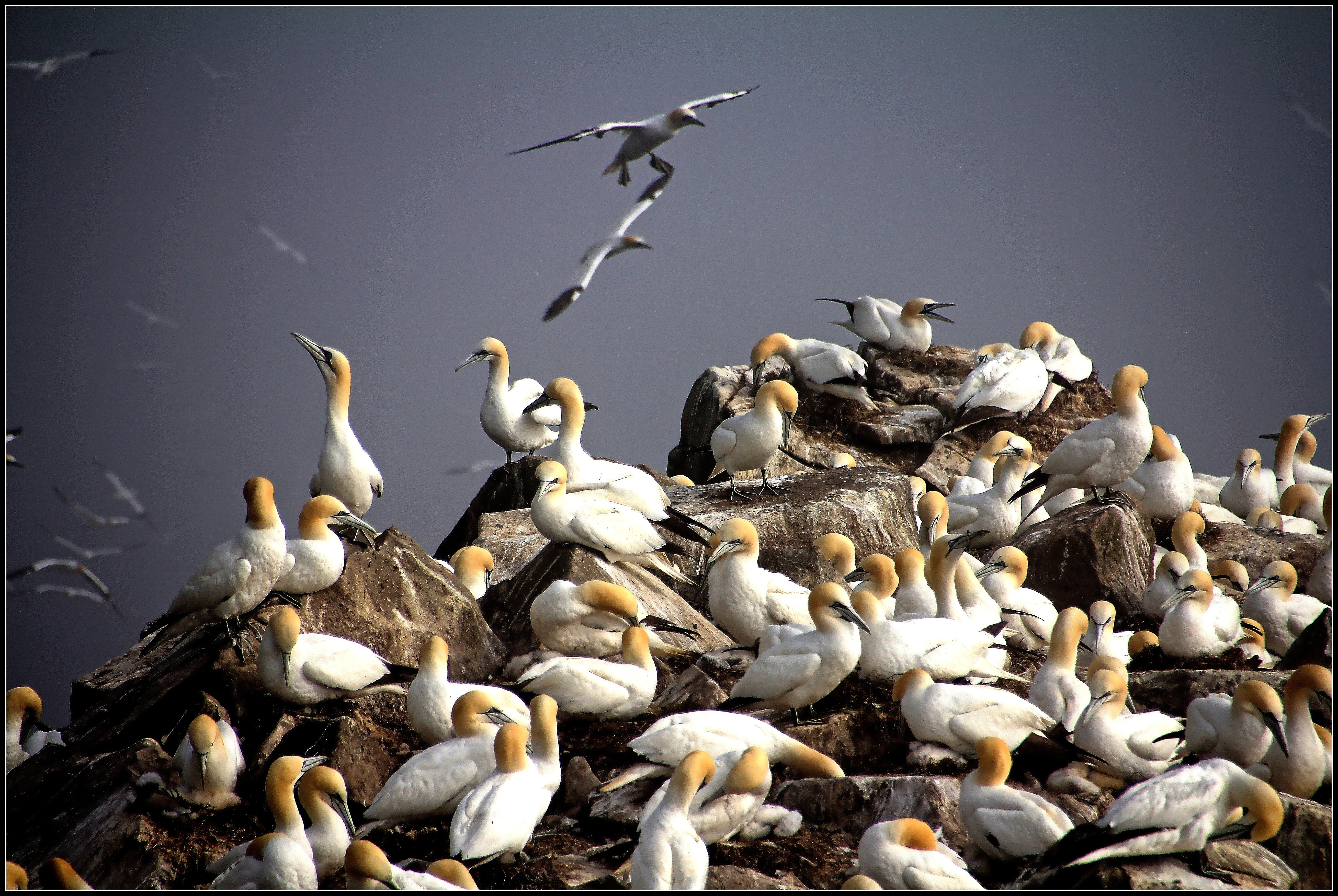
Close-up van de jan-van-genten

### Andere soorten

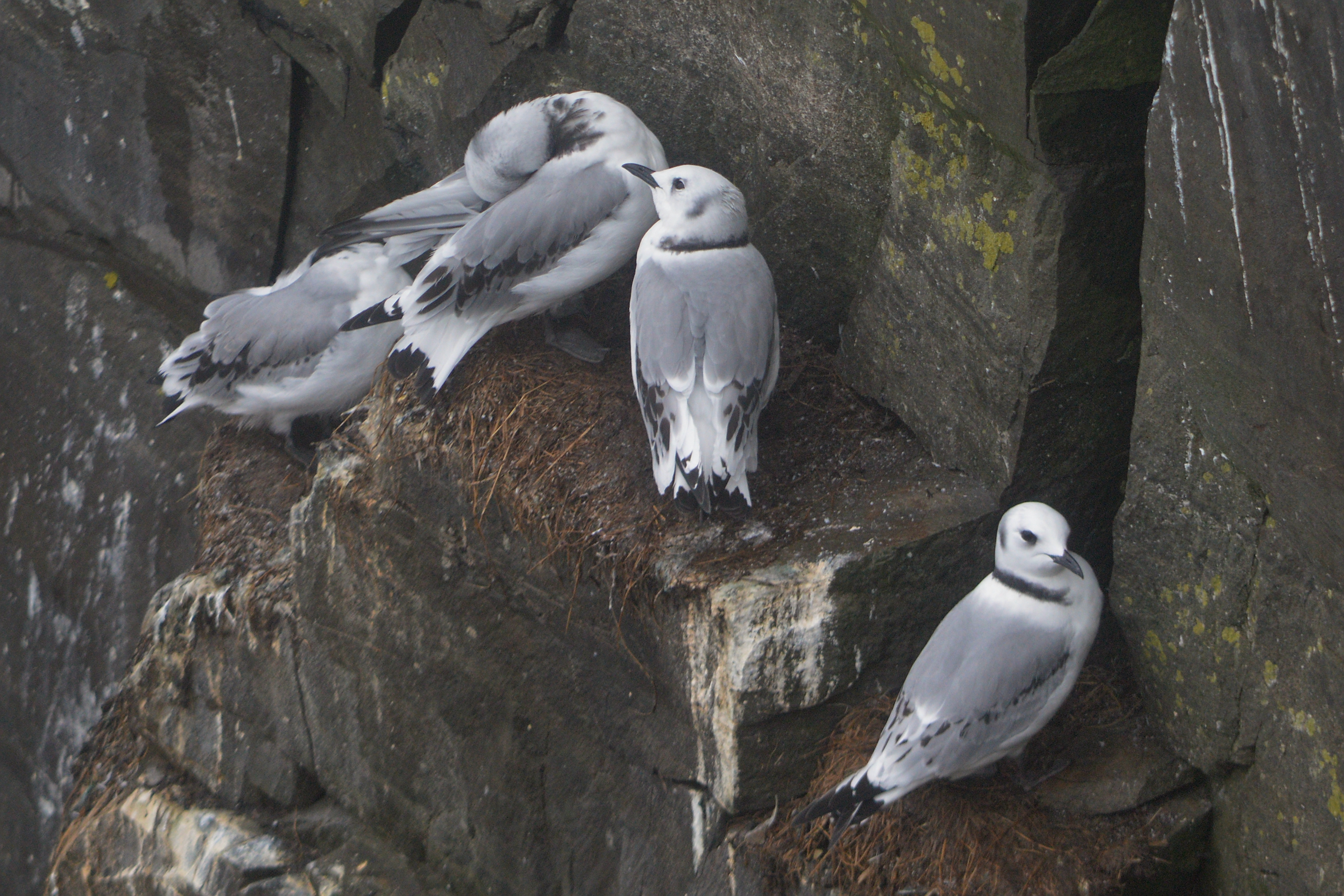
Drieteenmeeuwen zitten overal waar mogelijk op de kliffen

Naast jan-van-genten kiezen er jaarlijks zo'n 20.000 zeekoeten, 20.000 alken en 2.000 kortbekzeekoeten evenals grote groepen drieteenmeeuwen de locatie uit als broedplaats. In veel beperktere mate gebruiken ook alken (circa 100 paren) en zwarte zeekoeten (circa 60 paren) jaarlijks de kliffen van Cape St. Mary's voor die reden, net als kleine groepjes aalscholvers, geoorde aalscholvers en Noordse stormvogels.
Het Ecologisch Reservaat Cape St. Mary’s huisvest de zuidelijkste kortbekzeekoetkolonie ter wereld, evenals de zuidelijkste grootschalige zeekoetenkolonie ter wereld.
In de koude wintermaanden hebben de wateren rond het reservaat belang als overwinteringsplaats van zo'n 20.000 vogels, waaronder zee-eenden, ijseenden, harlekijneenden, eidereenden, kleine alken en kortbekzeekoeten. Drieteenmeeuwen gebruiken, net als kortbekzeekoeten, Cape St. Mary's zowel om te broeden als om te overwinteren.
In de lente kunnen geregeld roofvogels zoals arenden en visarenden waargenomen worden. Er zijn daarnaast heel wat migrerende vogels die in Cape St. Mary's een tussenstop maken.

## Plantenleven
Vanwege het zeer rotsachtige karakter van de streek groeien er geen bomen in het Ecologisch Reservaat Cape St. Mary's. Het hoog boven de zee gelegen plateau is desalniettemin rijk aan plantenleven, bestaande uit mossen, korstmossen, kleine struiken en allerhande wilde bloemen. Aan de oevers van de Golden Bay groeien kruipbramen die in de zomer eetbare bessen dragen. De grassen en heideachtige planten worden in beperkte mate begraasd door enkele schapen.

## Geografie

### Ligging
Het Ecologisch Reservaat Cape St. Mary's bevindt zich in het uiterste zuidwesten van Avalon, het zuidoostelijke schiereiland van het enorme eiland Newfoundland. Het bevindt zich in het hart van de regio Cape Shore, die net als het reservaat zelf vernoemd is naar de kaap Cape St. Mary's. Het is bereikbaar via een relatief smalle en 14 km lange toegangsweg die een aftakking is van provinciale route 100.
In vogelvlucht is Point Lance de dichtstbij gelegen plaats. Het ligt 8 km ten oosten van het interpretatiecentrum en slechts 3 km ten oosten van de grens van het reservaat. De dichtstbij gelegen plaatsen op het vlak van rijafstand zijn echter St. Bride's (17 km) wanneer men richting Placentia rijdt en Branch (27 km) wanneer men richting St. John's rijdt.

### Klimaat
Het reservaat bevindt zich in een van de zuidelijkste gebieden op aarde waar een subarctisch klimaat heerst. Het is tegelijk een van de meest mistige plaatsen ter wereld, met jaarlijkse ruim 200 mistdagen. In het vroege broedseizoen, van april tot en met juni, is het weer vaak nat, koel en mistig, met een gemiddelde maximumtemperatuur van rond de 14°C. Het is er daarenboven vaak erg winderig.

## Faciliteiten en toerisme

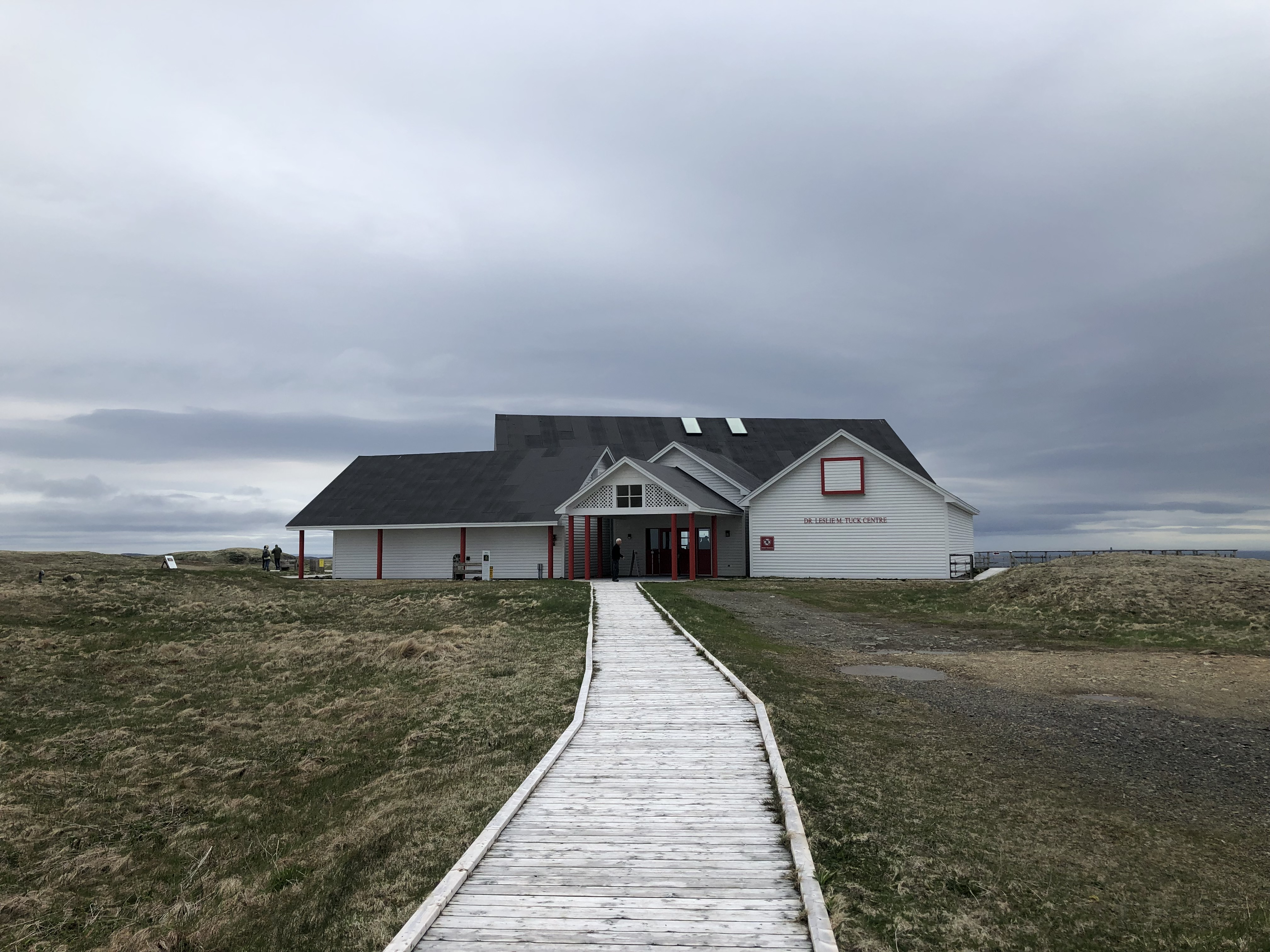
Het bezoekerscentrum

Het reservaat is het hele jaar door geopend en gratis toegankelijk. Van 10 mei tot en met 15 oktober kunnen bezoekers ook het interpretatiecentrum bezoeken, alwaar ze meer kunnen leren over de vogels en hun levenswijze. De toegang tot dit interpretatiecentrum is, net als het gebied zelf, volledig gratis. In het gebouw bevindt zich ook een souvenirwinkel uitgebaat door de vrijwilligersorganisatie Friends of Cape St. Mary's. De inkomsten van het winkeltje worden aangewend om de werking van het reservaat mede te ondersteunen.
Er bevinden zich verschillende wandelpaden die tot aan de rand van de kliffen reiken en waarmee bezoekers onder meer tot vlak bij Bird Rock kunnen komen. Wandelaars zien behalve broedende vogels ook duizenden vliegende, duikende en landende vogels in volle actie. Behalve de vogels is ook het uitzonderlijke rots- en kustlandschap op zich al een trekpleister voor natuurliefhebbers.

## Galerij

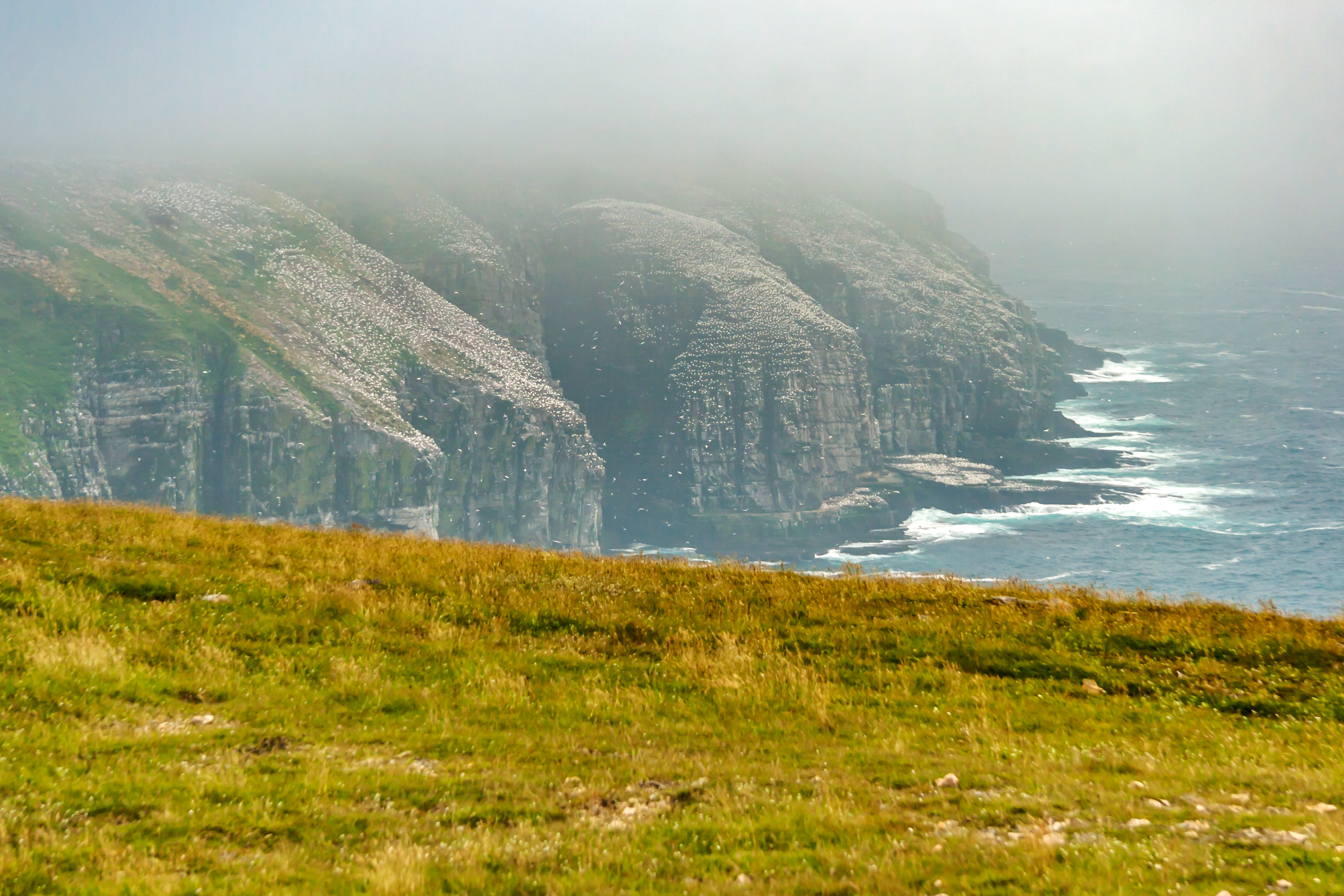
Zicht op de kliffen van bovenop het plateau
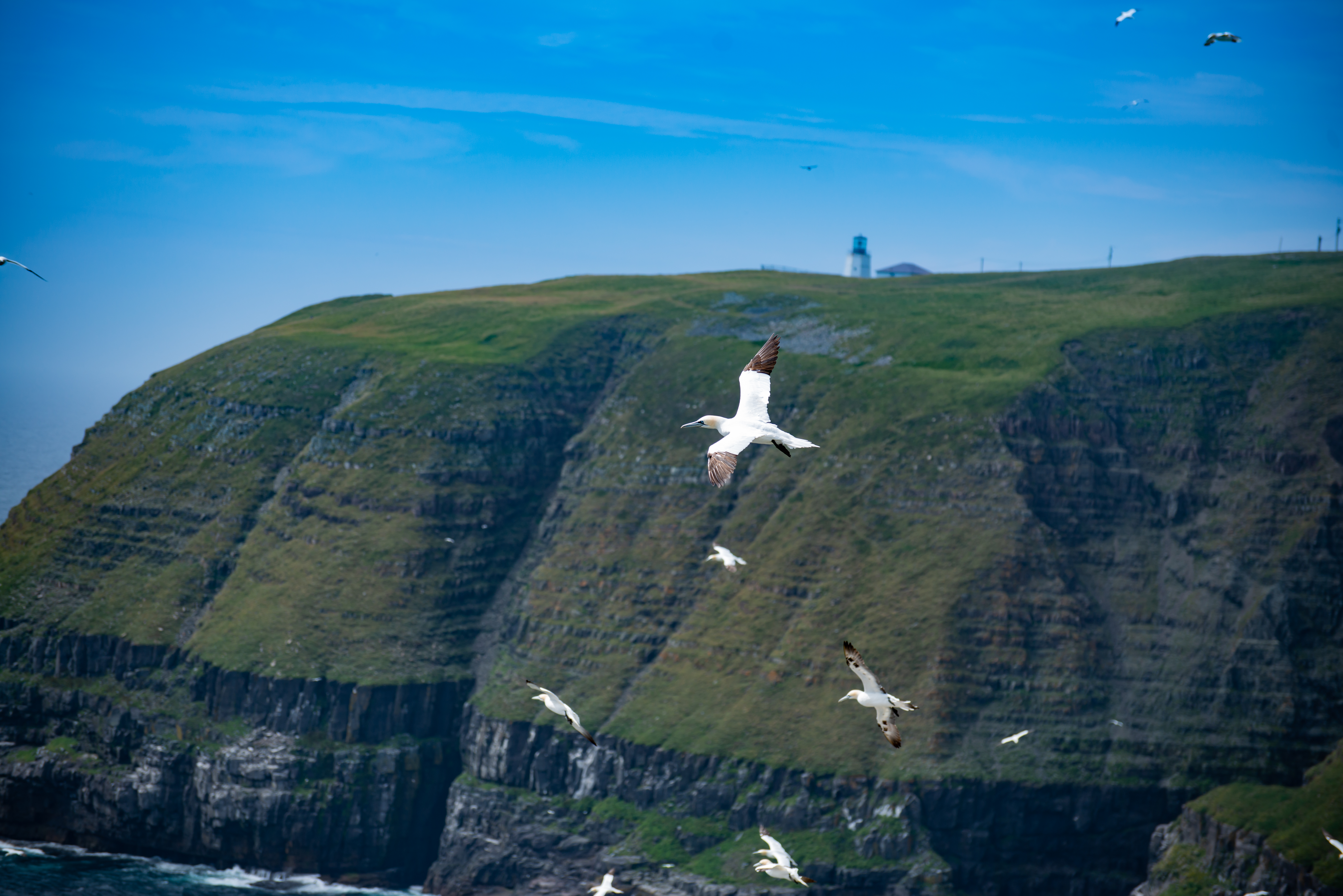
Jan-van-genten vliegen boven het reservaat met in de verte de vuurtoren
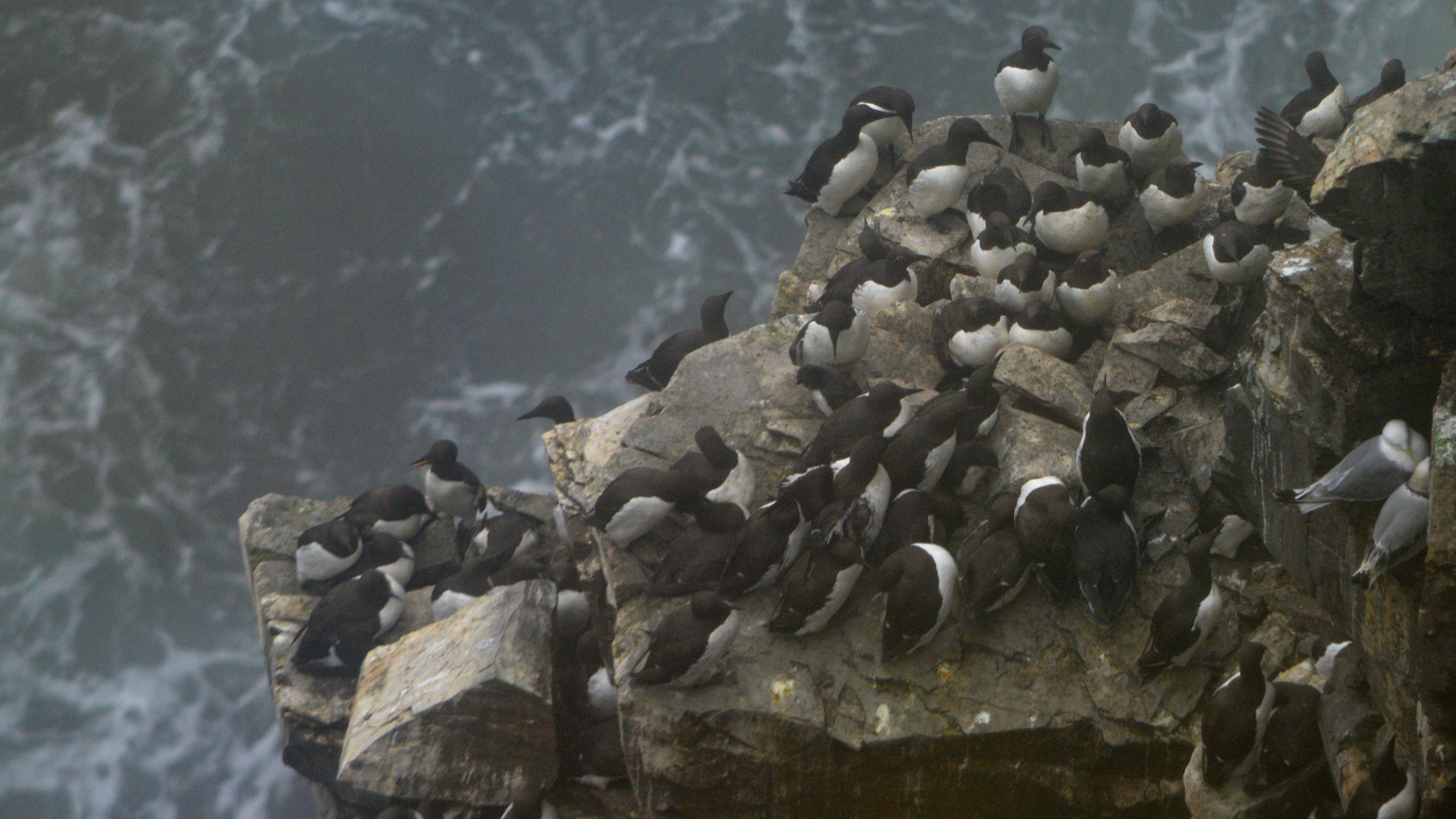
Een groep zeekoeten
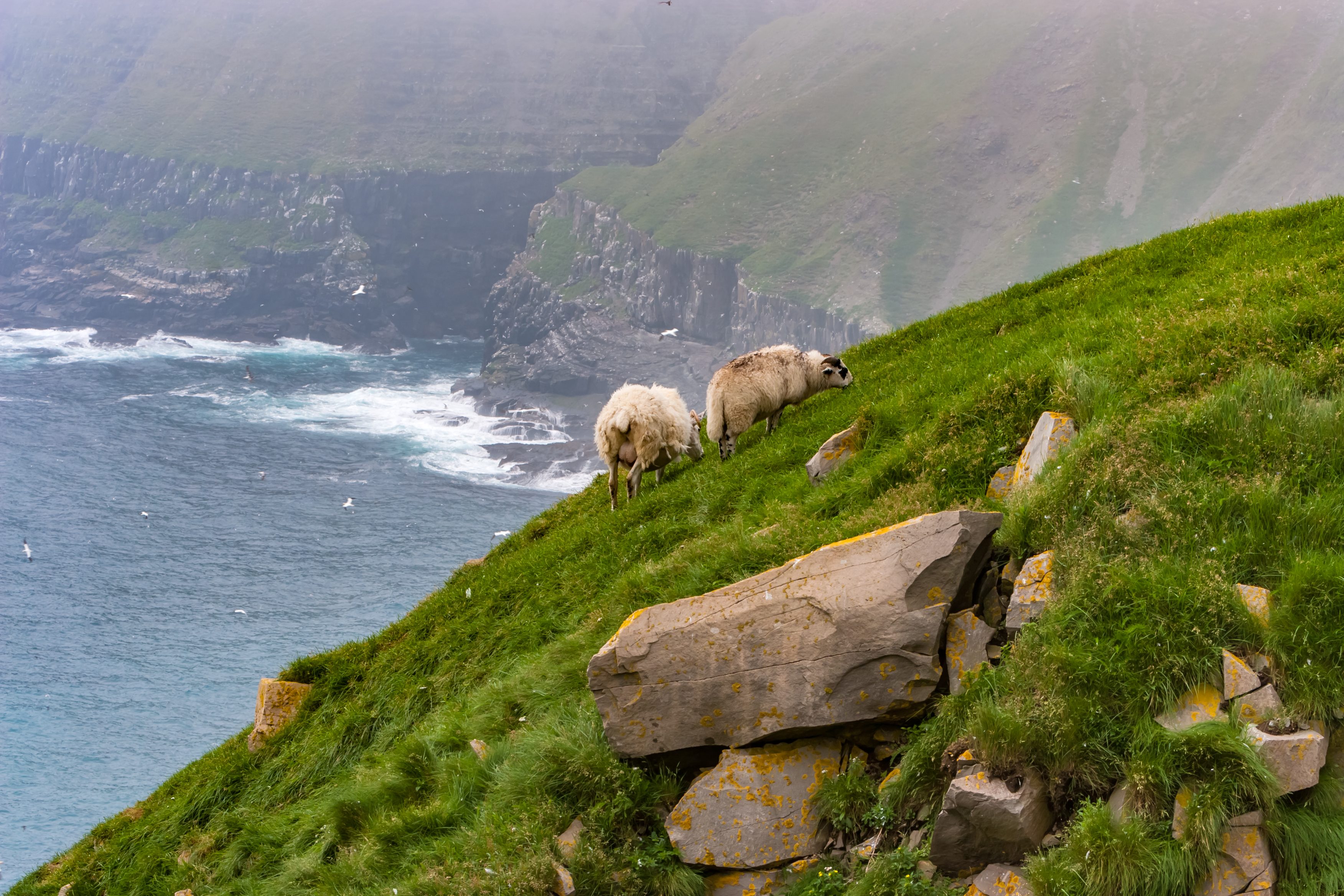
Enkele schapen nabij de rand van de afgrond